# MSTRKRFT
MSTRKRFT (чете се мастър-крафт, но винаги се изписва с главни букви и без гласни) е електронно дуо базирано в Онтарио, Канада и издавано от звукозаписната компания Last Gang Records.
Групата е създадена през 2005 от Джеси Ф. Кийлър, бивш член на електро-пънк дуото Death from Above 1979, и Ал-Пи (Алекс Пуодзиукас), бивш член на електропоп формацията Girldareshort. Ал-Пи е продуцент и на единствения студиен албум на Death from Above 1979 „You're a Woman, I'm a Machine“, както и на няколко издания на друга бивша група на Кийлър Black Cat 13. MSRTKRFT са продуценти и на първото EP на Die Mannequin „How to Kill“, както и на втория дългосвирещ албум на канадската банда Magneta Lane „Dancing With Daggers“.
На 31 януари 2006 излиза първият сингъл на канадското дуо „Easy Love“. Няколко месеца по-късно на 6 юли е издаден вторият сингъл озаглавен „Work On You“. На 16 юли същата година MSTRKRFT издават първият си дългосвирещ студиен албум The Looks в Канада, а два дена по-късно и в САЩ. Едва на 2 февруару 2007 албумът е издаден и във Великобритания. Преди излизането на албума дуото описва звученето му като мрачно ъндърграунд диско и хаус с елементи на американска рок музика. В началото на 2007 е издадена третата самостоятелна песен „Street Justice“.
MSTRKRFT са правили ремикси за групи и изпълнители като All Saints, Bloc Party, Metric, Wolfmother, Джъстис, Ани, Кайли Миноуг, Ъшър и Аюми Хамасаки.

## Дискография

### Албуми
- „The Looks“ (18 юли 2006)

### Сингли
- „Easy Love“ (31 януари 2006)
- „Work on You“ (6 юли 2006)
- „Street Justice“ (18 януари 2007)
- „Bounce/VUVUVU“ (1 април 2008)